# Кучова
Кучова (алб. Kuçova) град је и седиште истоимене општине у Албанији. Према попису из 2011. године, има 12.654 становника.

## Партнерски градови
- Рамла (Израел)